# Contea di Davie
La contea di Davie, in inglese Davie County, è una contea dello Stato della Carolina del Nord, negli Stati Uniti. La popolazione al censimento del 2000 era di 34 835 abitanti. Il capoluogo di contea è Mocksville.

## Storia
La contea di Davie fu costituita nel 1836.